# Giro di Lombardia 1970
Il Giro di Lombardia 1970, sessantaquattresima edizione della corsa, fu disputata il 10 ottobre 1970, su un percorso totale di 266 km. Fu vinta dall'italiano Franco Bitossi, giunto al traguardo con il tempo di 6h57'22" alla media di 38,24 km/h, precedendo i connazionali Felice Gimondi e Gianni Motta.
Presero il via da Milano 133 ciclisti e 26 di essi portarono a termine la gara.

## Ordine d'arrivo (Top 10)
| Pos. | Corridore           | Squadra      | Tempo    |
| ---- | ------------------- | ------------ | -------- |
| 1    | Franco Bitossi      | Filotex      | 6h57'22" |
| 2    | Felice Gimondi      | Salvarani    | s.t.     |
| 3    | Gianni Motta        | Salvarani    | a 2'17"  |
| 4    | Eddy Merckx         | Faemino      | s.t.     |
| 5    | Herman Van Springel | Mann-Grundig | s.t.     |
| 6    | Ole Ritter          | Germanvox    | s.t.     |
| 7    | Luis Ocaña          | Bic          | s.t.     |
| 8    | Enrico Maggioni     | Ferretti     | s.t.     |
| 9    | Michele Dancelli    | Molteni      | a 5'17"  |
| 10   | Billy Bilsland      | Peugeot      | a 6'42"  |